# Formula Karts
Formula Karts sur PC, et Formula Karts: Special Edition sur Saturn et PlayStation, est un jeu vidéo sorti  en 1997.